# Châteaux de la Loire, Vallée des Rois
La asociación «Châteaux de la Loire, Vallée des Rois» (en español, 'Castillos del Loira, Valle  de los Reyes') es una asociación francesa creada en 2008 para reunir en un principio 50 monumentos a lo largo del río real del Loira, desde las ciudades de Nantes a Briare. En 2009, tras la fusión con la «Route Historique des Dames de Touraine» (Ruta Histórica de las Damas de Touraine), pasaron a ser 57 los sitios presentes en la asociación. En agosto de 2018, la asociación ya incluía 80 sitios, y en julio de 2023, 103.
El propósito principal de la asociación es agrupar la oferta turística de conjuntos patrimoniales, clasificados o inscritos en el epígrafe de monumentos históricos o etiquetados como «Jardin remarquable» (jardín notable o destacado), abiertos al público y situados en la región Centro-Valle de Loira, en la entidad cultural llamada Valle del Loira.
La asociación edita un documento de llamada con más de 600 000 ejemplares que se distribuyen en todo el Valle del Loira y sus alrededores para consolidar en un único documento esta oferta cultural. Ayuda a organizar y preparar las visitas, y presenta la diversidad de la riqueza que se ofrece a lo largo del Loira.

## Miembros de la asociación
Los miembros de la asociación son los siguientes
- Castillos:

- Castillo de Ainay-le-Viel
- Castillo de Amboise
- Castillo de Angers
- Castillo, parque y jardines de Azay-le-Ferron
- Castillo de Azay le Rideau
- Castillo de Baugé
- Castillo de Beaugency
- Castillo y parque de Beauregard
- Castillo real de Blois
- Castillo del Bouchet
- Castillo de Bouges
- Castillo de Brézé
- Castillo de Bridoré
- Castillo de Brissac
- Castillo de Chamerolles
- Castillo de Champchevrier
- Castillo de Chaumont-sur-Loire y dominio
- Castillo de Châteaudun
- Castillo de Chémery
- Castillo de Chenonceau
- Fortaleza real de Chinon
- Castillo de Cheverny
- Castillo de Chambord
- Castillo de Clos Lucé
- Castillo de Courtanvaux
- Castillo de Craon
- Castillo de Durtal

- Castillo de La Ferté-Saint-Aubin

- Castillo de Fougères-sur-Bièvre
- Dominio real de Château Gaillard - les jardins du Roi
- Castillo de Gien, Museo Internacional de la Caza
- Castillo de Gizeux
- Castillo de Goulaine
- Castillo del Gué-Péan
- Castillo de Langeais
- Castillo de Lassay
- Castillo de Laval
- Castillo de la Lorie
- Castillo de Lude
- Castillo de Marcilly-sur-Maulne
- Castillo de Mayenne
- Castillo de Menetou-Salon
- Castillo de Meung-sur-Loire
- Castillo de Meslay
- Castillo de Montgeoffroy
- Castillo de Montigny-le-Gannelon
- Castillo de Montmirail
- Castillo de Montpoupon
- Castillo de Montreuil-Bellay
- Castillo de Montsoreau - Musée d'Art Contemporain
- Castillo de Montrésor
- Donjon de Montrichard
- Castillo de la Motte-Glain
- Castillo de Nitray
- Castillo de los Condes del Perche
- Castillo de Pesselières
- Castillo de Plessis-Bourré
- Castillo del Plessis-Macé
- Castillo de Poncé
- Castillo del Puy du Fou
- Castillo del Rivau y sus jardines de Conte de fées
- Castillo de Saché, museo Balzac
- Castillo de Saint-Brisson
- Castillo de Sainte-Suzanne
- Castillo de Saumur
- Castillo de Selles-sur-Cher
- Castillo de Serrant
- Castillo de Sully-sur-Loire
- Castillo de Talcy
- Castillo de Troussay
- Castillo de Ussé
- Castillo de Valmer - Vins et Jardins
- Castillo y jardines de Villandry
- Castillo de Villesavin
- Castillo de Valençay
- Castillo del Molino
- Castillo de la Bourdaisière
- Castillo de La Bussière
- Castillo de la Islette
- Castillo de la Lorie
- Castillo de los duques de Bretaña - Museo de historia de Nantes
- Ciudad real de Loches
- Richelieu, Cité du Cardinal
- Fortaleza de Montbazon
- Manoir de la Possonnière
- Manoir / Castillo de Launay
- Villa de Chédigny

Museos y otros edificios:
- Abadía de Fontevraud
- Abadía de Fleury
- Abadía real del Épau
- Basílica de Cléry Saint André
- Basílica de Saint Benoît sur Loire
- Catedral de Le Mans
- Iglesia de San Martín de Nouans-les-Fontaines
- Oratorio carolingio de Germigny-des-Prés
- Collège Royal et Militaire de Thiron-Gardais
- Demeure de Ronsard - Priorato de San Cosme
- Donjon de Ballon y su jardín
- Museo del Hôtel Goüin
- Museo de la Prehistoria de Grand-Pressigny (Castillo de Le Grand-Pressigny)
- Museo de Bellas Artes de Tours (antiguo palacio episcopal)
- Museo de La Marina del Loira, en Châteauneuf sur Loire
- Museo Rabelais - Maison de La Devinière, en Seuilly 
- Bourdaisière
- Pagoda de Chanteloup
- Hôtel Groslot, en Orléans
- Maison George Sand
- Palacio Jacques Coeur
- Puente en el Canal de Briare
- Jardin de las plantas de Nantes
- Jardin du Plessis-Sasnières
- Jardines de Poulaines
- Jardines de Roquelin
- Jardines del Priorato de Vauboin
- Jardines del Priorato de Notre Dame de Orsan
- Parque Oriental de Maulévrier
- Parque Floral de Apremont-sur-Allier